# Lewisia cotyledon
Lewisia cotyledon es una especie de planta herbácea de la familia Montiaceae. Es nativa del sur de Oregón y el norte de California, donde crece en hábitats rocosos de montaña alpinos. 

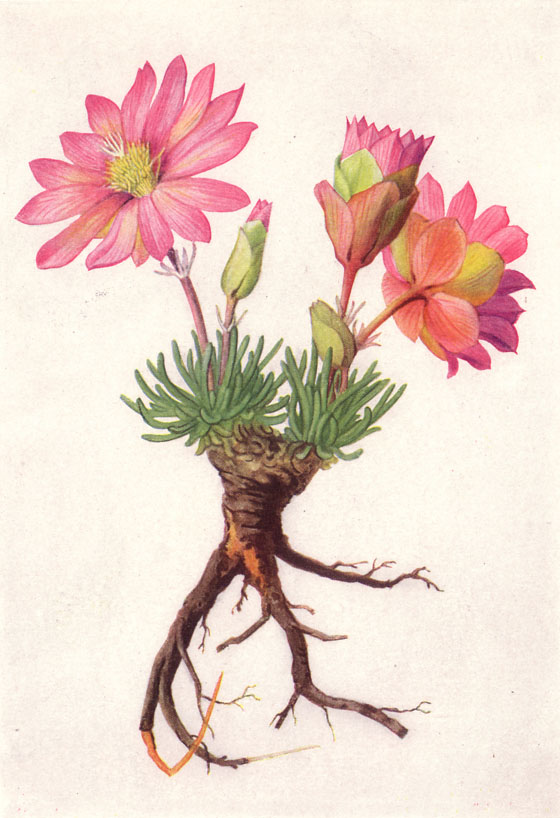
Ilustración de la planta.

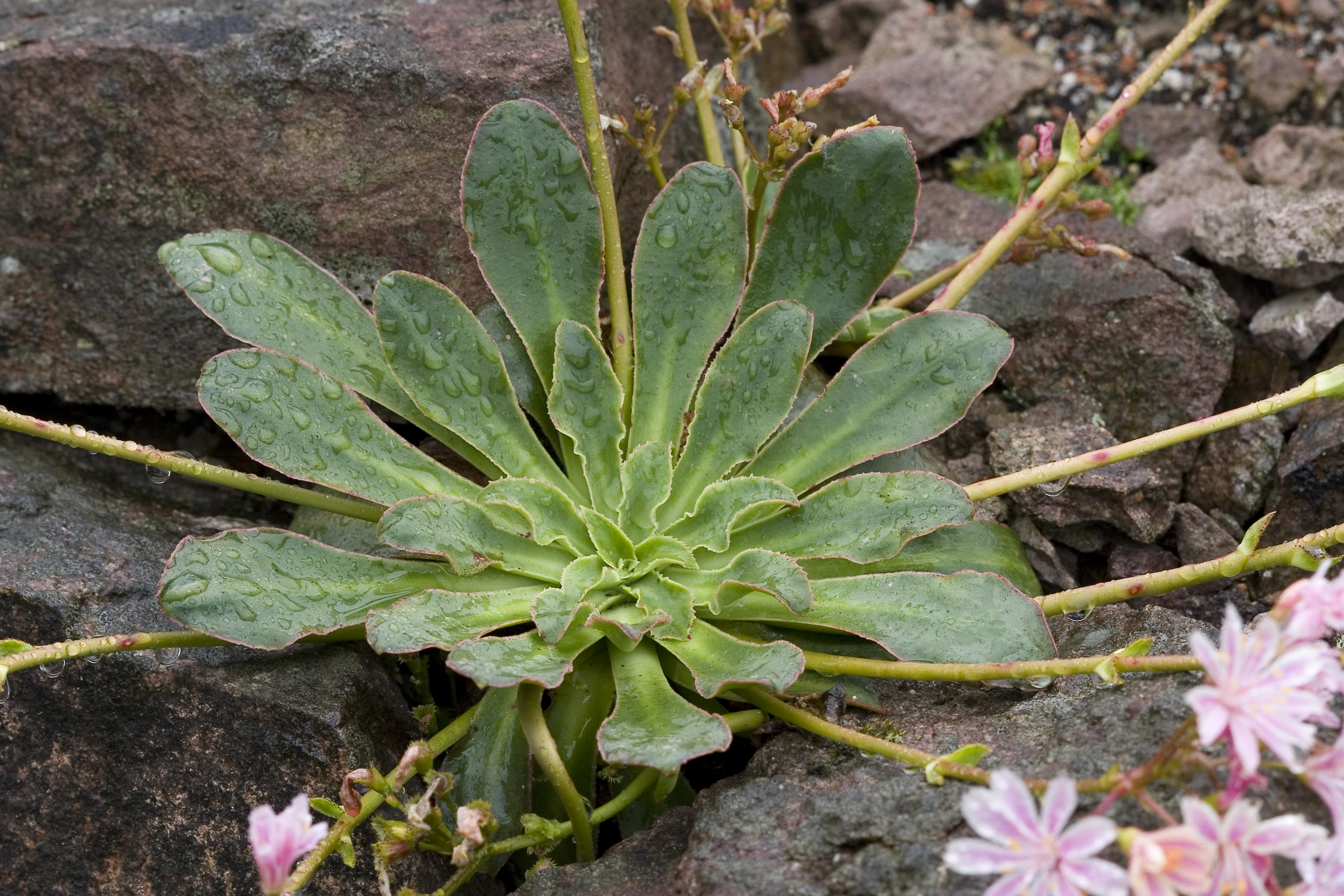
Roseta basal.

## Descripción
Es una hierba perenne que crece a partir de una raíz gruesa y la unidad de caudex.  
La flor tiene 7-13 pétalos, cada uno alrededor de 1,5 centímetros de largo. Los pétalos pueden ser de color rosa pálido con manchas más oscuras vetas, color blanquecino con rayas color rosado naranja, o en naranja a amarillo.

## Taxonomía
Lewisia cotyledon fue descrita por (S.Watson) B.L.Rob. y publicado en Synoptical Flora of North America 1(1[2]): 268. 1897.
Variedades
- Lewisia cotyledon var. cotyledon
- Lewisia cotyledon var. heckneri (C.V. Morton) Munz
- Lewisia cotyledon var. howellii (S. Watson) Jeps.

Sinonimia
- Calandrinia cotyledon S.Watson	basónimo
- Oreobroma cotyledon (S. Watson) Howell[2]
- Lewisia finchiae Purdy
- Lewisia purdyi (Jeps.) Gabrielson
- Lewisia heckneri (C.V. Morton) J.T. Howell
- Lewisia heckneri (C.V. Morton) R.B. Sm.
- Oreobroma heckneri C.V. Morton
- Calandrinia howellii S.Watson
- Lewisia howellii (S. Watson) B.L. Rob.
- Oreobroma howellii (S. Watson) Howell